# Natatolana nitida
Natatolana nitida är en kräftdjursart som först beskrevs av Hale 1952.  Natatolana nitida ingår i släktet Natatolana och familjen Cirolanidae. Inga underarter finns listade i Catalogue of Life.